# 天息灾
天息灾又名法賢，（—1000年），北印度迦湿弥罗国僧人，惹爛駄囉國（Jalandhara）密林寺三藏明教大師。

## 简介
北宋太平兴国五年（公元980年），与施护一同携梵本佛经至汴京。宋太宗召见并赐紫衣。当时太宗有意恢复译经事业，于是赐天息灾为明教大师，在汴京太平兴国寺西建立译经院，命其与施护、法天等人居于此，翻译佛经。
自太平兴国七年（公元982年）七月至雍熙四年（公元987年）十月，天息灾所译出的经典，有《大方广菩萨藏文殊师利根本仪轨经》二十卷、《分别善恶报应经》二卷、《圣佛母小字般若经》一卷、《观想佛母般若经》一卷、观音六字明咒信仰的根本经典《大乘庄严宝王经》(Kāraṇḍa-vyūha Sūtra)四卷、《菩提行经》（即《入菩萨行论》）四卷等，计有十八部五十七卷。端拱以后，复陆续译出《众许摩诃帝经》十三卷、《妙吉祥最胜根本大教王经》三卷、《妙吉祥瑜伽大教金刚陪啰缚轮观想成就仪轨经》一卷、《频婆娑罗王经》一卷等。公元987年天息灾奉诏改名为法贤。于咸平三年（公元1000年）八月圆寂，谥号‘慧辩’。